# 大分県道608号笠掛直見停車場線
大分県道608号笠掛直見停車場線（おおいたけんどう608ごう かさがけなおみていしゃじょうせん）は、大分県佐伯市を通る一般県道である。

## 概要
佐伯市本匠大字笠掛と佐伯市直川大字下直見を結ぶ。

### 路線データ
- 起点：大分県佐伯市本匠大字笠掛（大分県道35号三重弥生線交点）
- 終点：大分県佐伯市直川大字下直見（国道10号交点）
- 陸上距離：約3.6 km

## 地理

### 通過する自治体
- 佐伯市

### 交差する道路
| 交差する道路           | 交差する場所   | 交差する場所 |
| ---------------------- | -------------- | ------------ |
| 大分県道35号三重弥生線 | 本匠大字笠掛   | 起点         |
| 国道10号               | 直川大字下直見 | 終点         |

### 沿線
- JR九州日豊本線 直見駅